# Buffalo Lake, Alberta
Buffalo Lake är en sjö i Kanada.   Den ligger i provinsen Alberta, i den centrala delen av landet, 2 800 km väster om huvudstaden Ottawa. Buffalo Lake ligger 775 meter över havet. Arean är 104 kvadratkilometer. Den sträcker sig 15,3 kilometer i nord-sydlig riktning, och 15,6 kilometer i öst-västlig riktning.
Trakten runt Buffalo Lake är nära nog obefolkad, med mindre än två invånare per kvadratkilometer.